# Catacauma eugeniicola
Catacauma eugeniicola är en svampart som beskrevs av Chardón 1934. Catacauma eugeniicola ingår i släktet Catacauma och familjen Phyllachoraceae.   Inga underarter finns listade i Catalogue of Life.